# 二本松の戦い
二本松の戦い（にほんまつのたたかい）は、戊辰戦争時、徳川旧幕府軍に参加した二本松藩の居城二本松城を巡って行われた明治新政府軍との一連の戦いの総称である。二本松城の落城に際し、動員された少年兵（幼年隊幼年兵）が犠牲となった。

## 開戦の経緯
慶応4年（1868年）閏4月19日、会津藩救済の嘆願を拒み続けた明治新政府軍参謀の世良修蔵が仙台藩らによって暗殺されると、翌20日に徳川旧幕府側の会津藩、純義隊、新選組らは白河城を占拠した。情勢の変化を受け、東北の諸藩25藩は白石会議に参加し、23日には仙台藩と米沢藩を盟主とする奥羽越列藩同盟を結成、東北戦争が開始される。岩代国安達郡の地に10万700石を領する二本松藩も周囲の小藩と共に列藩同盟側に参戦した。

### 二本松藩
二本松藩は10万700石を領し、領国の岩代安達郡は会津藩の猪苗代盆地へ通じる奥羽街道の要衝に位置していた。周囲の小藩である守山藩（2万石）、三春藩（5万石）に比べて石高が高く、藩主の丹羽氏は丹羽長秀に連なる名門のために準国主格待遇を受け、老中で白河藩主阿部正外の追放以降、白河城の城郭を預かっている。
戊辰戦争時の藩主は丹羽長国だったが、長国は病に伏しがちで藩政を差配していたのは家老の丹羽富穀（一学）だった。藩士の気質としては、会津藩同様に漢学が盛んで、忠君愛国の教育が家臣団に深く根づいていた。しかし、そのために軍制、兵装、戦術の洋化の動きは鈍く、結果として旧態依然の軍備で戊辰戦争に参加することになる。藩の兵力は1,000から2,000足らずとされ、戊辰戦争時は農民兵、老人兵、少年兵を動員してかろうじて2,000を維持していた。
二本松藩が管理していた白河城は、4月9日の段階で新政府軍参謀の世良修蔵の命令で新政府軍へ管理が移る。二本松藩兵は一部を残して退去し、会津討伐のための仙台藩、棚倉藩、三春藩らの兵が入っていた。だが、19日に世良が仙台藩に処刑されると、20日未明に二本松藩を除く各藩の兵士は白河城を退去し、代わって会津藩兵が白河城に入った。23日には家老丹羽富穀の主導の元、列藩同盟に参加する。白河城には会津藩、仙台藩、棚倉藩の2,300名の軍勢が入ることになり、二本松藩兵は自領へと軍を引き上げた。
しかし、大軍にもかかわらず5月1日、新政府軍の攻撃により白河城が再び新政府側に戻った。会津藩は奪還のため二本松藩に増援を要請、二本松藩はこれに応え、8小隊と砲隊からなる主力を白河口に送った。しかし、会津、仙台兵を中心とする相次ぐ攻勢にもかかわらず白河城への攻撃は失敗に終わり、二本松藩兵もしばらくの間、白河周辺に釘付けになる（白河口の戦い）。この時、二本松藩と白河城の間を守山藩、その北に三春藩といった同盟に参加した諸藩が隔てていたため、二本松藩を守る戦力は老人隊、少年隊、農民兵を含んだ予備兵のみだった。

### 棚倉の失陥と浅川の戦闘

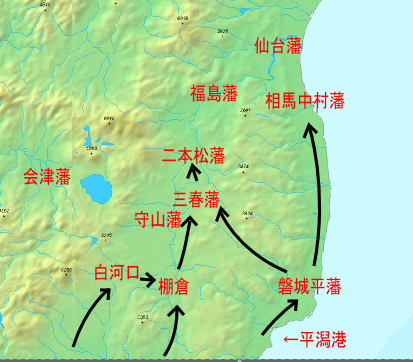
新政府軍の行動の概略図

5月1日、白河城を奪還した新政府軍は増援待ちの状態だった。旧幕府軍は白河城の再奪取のために度々攻撃をしかけてきたが、いずれも新政府軍が勝利して会津藩兵らを潰走させていた。しかし、兵力の不足から追撃を行うことはできず、戦略的にも北上できる兵力はなかった。状況が変わったのは5月27日、土佐藩からの増援がようやく到着し、続いて6月7日に薩摩藩、22日に長州藩、23日には東征大総督参謀・奥州追討白河口総督の鷲尾隆聚と阿波藩が到着し、ようやく積極的な軍事行動に移る兵力が揃う。
新政府軍の北上にあたり、一番の気がかりは東にある列藩同盟側の棚倉藩であり、これを放置すると後方で蠢動される可能性があった。そのため24日、板垣退助が800名からなる別働隊を率いて棚倉藩へ向けて出兵する。棚倉城は仙台藩と相馬中村藩が守備にあたっていたが、先立つ18日に平潟へ新政府軍が上陸していたために、対応すべく棚倉の旧幕府軍は平潟へ向けて移動して手薄となっていた。そのため、棚倉城はわずか一日の戦いで簡単に陥落。阿部正外は棚倉城を放火して撤退したため、板垣退助は城下の蓮家寺を本陣に定め、民政を慰撫し軍略を練った。白河と棚倉を抑え、北上の体勢の整った新政府軍は平潟方面軍の磐城平藩の攻略を翌月まで待ち続ける。これは磐城平藩制圧後、山道を通って三春藩を攻撃する平潟方面軍と歩調を合わせるための戦略的な判断であり、7月13日に磐城の戦いで磐城平城が落城して三春藩を二方面から攻めることが可能となった。
この時、旧幕府軍の主力は棚倉への救援には向かわなかった。旧幕府軍は新政府軍の兵力が二分される好機と見て白河城へ攻勢をかけていたからである。しかし、守りに徹する新政府軍は最新式の銃器によって計7度の襲撃全てを退け、14日に旧幕府軍は白河城攻略を断念した。
16日、仙台藩の大隊長塩森主悦は白河城への攻撃が埒が明かないと見て、棚倉の奪還に方針を変更して棚倉方面へと兵を向ける。その途上、棚倉北東にある浅川で新政府側の陣地に遭遇する。ここには北上に備えて土佐藩兵、彦根藩兵が駐屯しており、仙台藩の攻勢により一時苦境に陥るも棚倉城からの増援を得て撃退した。この敗戦と平潟に上陸した新政府軍の存在がきっかけとなり、仙台藩兵、二本松藩兵は白河城と棚倉城の攻略を断念して郡山へと撤退を始める。
なお、この戦闘中の出来事として「仙台戊辰史」では三春藩が裏切って後方から銃撃を浴びせたことを敗因に上げているが、新政府軍側の記録では寝返りの記述はなく、「仙台藩記」にも三春藩が戦闘途中で離脱したことのみが記されているため、戦闘の最中に直接的な寝返り（列藩同盟軍への攻撃）が行われたことについては不明となっている。しかし、三春藩は浅川の戦闘の数日後、板垣退助に恭順の使者を送っている。

### 三春、守山の帰順
24日、新政府軍の板垣支隊は棚倉城から北上を開始する。翌25日には土浦藩領の蓬田へ到達し、三春藩まで後一日の距離に迫った。この時、既に三春藩は板垣に恭順の使者を送っていたが、一方では旧幕府軍には援軍を求めるなど戦意高揚を装って仙台藩、二本松藩からの信用を得ていた。三春藩には増援および監視役として200名の仙台、会津藩兵が駐屯していたが、24日には仙台藩が兵力を南西の郡山に引き上げたこともあって孤立した存在だった。また、駐屯する200の兵士も新政府軍の接近に伴って三春藩の求めるままほとんどが城外の陣地に入り、残された数十名の兵士も新政府軍が接近すると北に引き上げて三春藩の離反を止める要因はなくなった。
新政府軍が三春藩に接近した26日、三春藩は藩主の秋田映季自らが城外に出迎えて新政府軍に帰順する。この帰順は旧幕府軍にとってみれば直前まで信用させた上での手のひら返しであり、「三春狐にだまされた」と三春の変節を詰る歌が現在でも残るほどの禍根を残した。一方では、元々三春藩は勤王思想が強いため新政府よりの立場にあったが、周囲の力関係から仕方なく列藩同盟に加盟した事情がある。三春藩が用いた策略は悪辣ではあるが、外交のマキャベリズムとして妥当なものであるという見解も示されている。
三春藩の帰順の翌27日、三春藩に平潟方面軍が到着し、板垣支隊はその兵力を倍以上に増強する。同日、三春藩から一日の距離にある守山藩も新政府軍に帰順して新政府軍は一気に戦線を北へと押し上げることに成功した。この時、二本松藩の主力は仙台藩と共に三春藩の南西にある郡山にあり、新政府軍と二本松藩の間には予備隊のみが存在していた。三春の即日無血開城は仙台藩、二本松藩とも想定外のことであり、旧幕府軍が集結する郡山以北に新政府軍が進出した状況となる。平潟方面軍が合流して兵力を増強した板垣支隊は、この機に三春と二本松藩の中間地点、本宮村に向けて兵を進める。二本松藩では新政府軍の接近に伴って降伏についての軍議が開かれたが、家老丹羽富穀(通称: 丹羽一学)による「死を賭して信義を守るは武士の本懐」の一言により抵抗の道を選んだ。

## 本宮村の戦い
三春藩の帰順に先立つ20日、新政府軍は二本松藩攻略に備えて三春藩の北12kmにある小浜を長州藩兵3小隊で占拠していた。本隊は三春にあり、27日には平潟方面軍が到着して合流を果たす。数を倍増させた新政府軍は、二本松領の糠沢（三春の北西30km）と本宮（糠沢の西8km）に二本松藩の兵士が展開していることを知り、大垣藩、三春藩、土佐藩、黒羽藩らの諸隊をまず本宮に向かわせた。しかし、それらの諸藩とは別に薩摩藩3隊と土佐藩2小隊が各自の判断で既に動いており、深夜に糠沢に奇襲を敢行して大勝して二本松藩兵26名を戦死させる。この薩摩藩の奇襲は、本宮へ向かった新政府軍には前もって通達がなされておらず、報告も行われていない抜け駆けに等しいものだった。この攻撃の原因を、板垣の慎重な指揮に対する反発と指摘する声もあるが、薩摩藩の独断専行は二本松藩、新政府軍の双方に影響をおよぼす。
本宮にあった二本松藩兵は糠沢を援護すべく兵を分け、本宮と糠沢を隔てていた阿武隈川を船で渡って向こう岸の高木に到着して糠沢へと向かわせようとする。しかしその二本松藩4小隊の進軍途中、本宮に向かっていた新政府軍の黒羽藩と遭遇、すぐに後続の新政府軍と抜け駆けしていた薩摩藩、土佐藩の部隊が殺到して二本松藩兵は撃破された。新政府軍はそのまま本宮の攻略に向かうが、高木と本宮の間は阿武隈川が隔てており、渡河のためには舟の確保が必要だった。新政府軍の先鋒となっていた黒羽藩兵と土佐藩兵は二本松藩の舟を奪取すべく河に飛び込み、狙撃によって、三春藩の恭順に功績のあった土佐藩断金隊の隊長・美正貫一郎が戦死するなどの被害を受けた。これに対し、地理に明るい三春藩、守山藩の先導により黒羽藩が舟を確保するまで新政府軍は大砲と銃火を厚くして援護を続ける。舟を手に入れた新政府軍は火力で制圧した後に敵前で渡河し、本宮になだれ込んで二本松藩兵を撃破してこれを占拠した。

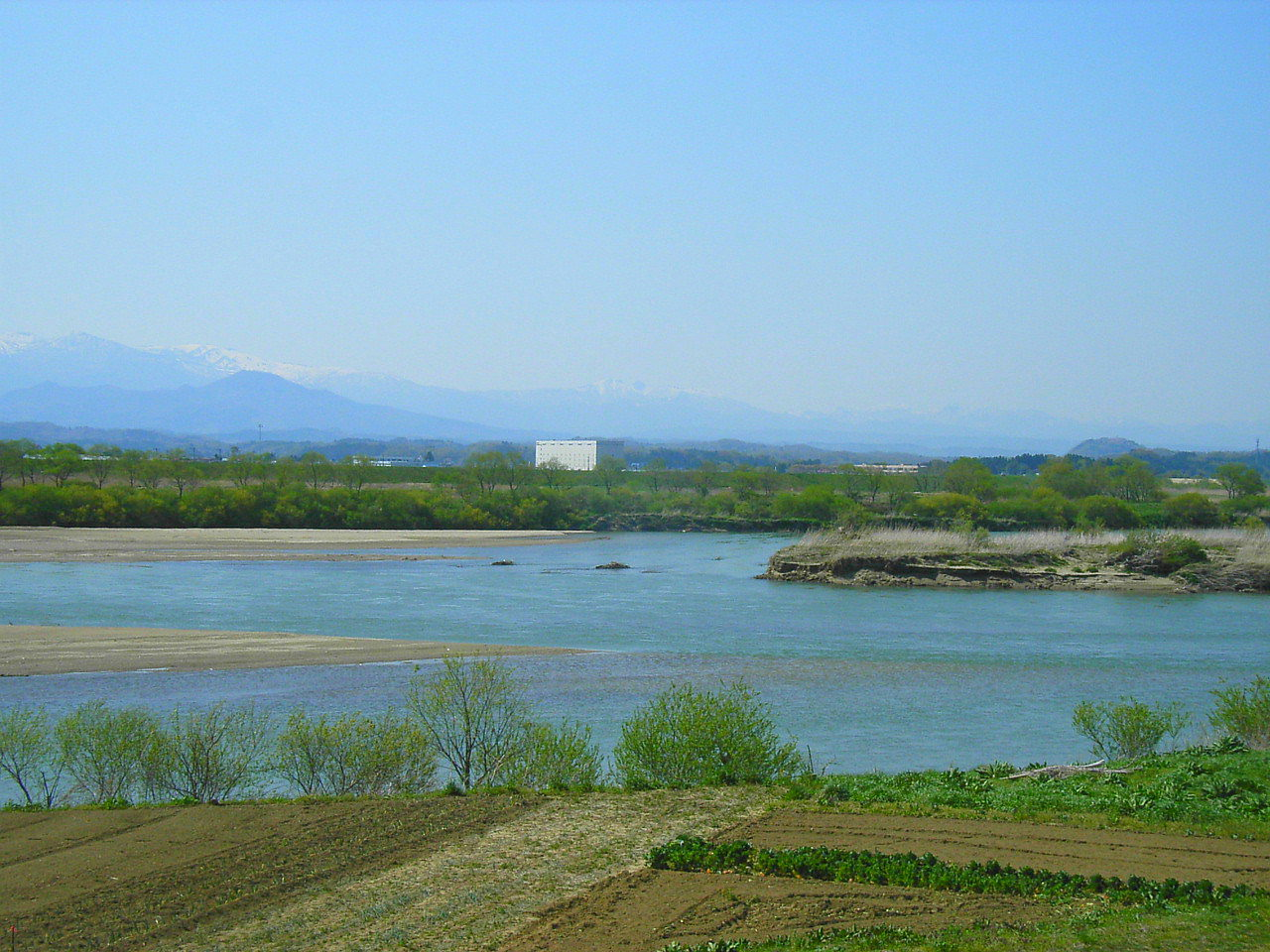
阿武隈川

糠沢、本宮が新政府軍の手に落ちたことによって、北の二本松城と南の郡山の中間点を抑えられ、郡山の旧幕府軍は孤立する形となった。守山、三春、白河といった郡山を囲む要所にも続々と新政府軍の増援が到着して旧幕府軍の動きが封じ込まれると、旧幕府軍の一部は黒羽藩領に放火といったゲリラ戦を仕掛けたが、新政府軍も真名子、虫笠といった村落に放火してその拠点を脅かして状況の打破には至らない。そのため28日、本宮を奪還すべく郡山から仙台藩兵を中心とする旧幕府軍が出陣する。この時、旧幕府軍は総司令官の坂英力ではなく浅川で指揮をとった塩森主悦が指揮をとった。
塩森は新政府軍の占拠する本宮は東を阿武隈川に接していたため、残る北、西、南の三方向からの包囲を企図した。しかし、総司令官が郡山に残るために動員できる兵力は総兵力の一部であり、北と西の部隊に兵力を割くことができなかった。そのため、包囲を果たすことはできず、かえって新政府軍に各個撃破されていった。旧幕府軍は各戦線で抵抗したがやがて個々に撤退して戦闘は終結する。この戦闘により新政府軍の死傷者は26名、旧幕府軍は仙台藩が51名、二本松藩で93名の死者を出した。

## 二本松の戦い
本宮を抑えた新政府軍は続いて二本松城を攻め落とす方針をとる。この時、新政府軍の南の郡山には数を減らしたとはいえ仙台藩の兵力が駐屯していたため、二本松攻めが長引けば挟撃される恐れのある作戦だった。補訂戊辰役戦史をまとめた大山柏はこれまで合理的な戦略を続けてきた新政府軍には珍しい作戦とその非合理性に考察を加え、その背景には積極策を好む薩摩藩兵が派閥の異なる板垣を「手ぬるい」と突き上げて攻勢に出させたものと見ている。
新政府軍は本宮に忍藩、大垣藩ら280名を置いて郡山を警戒させるとともに、郡山の南にある守山藩に柳川藩と大村藩の計440名を配置し、有事の先は白河城にある部隊と合同して敵を背後から攻める方針をとる。これは28日に仙台藩兵と交戦し、旧態依然の機動力を確認したためにとられた措置だった。
二本松城へ向かう部隊は二隊に分かれ、一つは二本松城と阿武隈川を挟んで至近に位置する小浜から出撃する長州藩3中隊、薩摩藩4中隊に砲兵1隊、備前藩665名の編成であり、もう一隊は板垣自らが率いる本宮の主力部隊（薩摩6中隊、砲兵2隊、土佐藩、彦根藩、佐土原藩）であり、小浜隊は東から、板垣支隊は南から二本松城を目指して7月29日午前6時に出陣した。実際には郡山の旧幕府軍は本宮の戦闘後の夜間に仙台藩領へと撤退しており、二本松藩を救援できる戦力を有していなかった。
二本松藩は軍師小川平助の指揮の元、防戦の支度を始めていた。二本松城は丘陵と阿武隈川という天然の地形を利用した山城で、高地に二本松の12小隊が展開し、後方には仙台藩3小隊、会津藩5小隊が後詰として待機していた。だが、二方面から攻める新政府軍に対しては4kmの防衛線を守らねばならず、二本松藩には根本的に兵力が不足していた。そのため、老年の予備兵に加えて少年からなる二本松少年隊までもが動員された。さらに小川は不利を補うべく、自ら1小隊と共に本陣から南に離れた位置にある絶竣で知られる尼子平に突出する形で陣地を形成し、本宮からの板垣支隊への妨害を図った。二本松の戦いに先立つ28日、病を患いながらも城に留まろうとする藩主長国を無理に駕籠に乗せて二本松の北15kmにある水原に撤去させる。二本松城には軍事総督として家老の富穀が残った。

### 板垣支隊
29日、本宮を出た板垣支隊(土佐藩迅衝隊)は一路二本松城へ向かっていたが、尼子平にさしかかると小川の1小隊から一斉に射撃を受けて行軍が停止した。すぐに先陣を行く薩摩藩11番隊がこれに反撃しようと尼子平に向かうが、切り立った地形を利した小川を崩すことができずにいた。代わって砲隊に任せようとするも、薩摩藩に随行して近づきすぎたために射角が大きくなりすぎて砲撃が叶わない。使用できない山砲に変えて威力が劣るものの使用可能な130ミリの携臼砲を使うしかない場面だったが、射撃の中でその作業は容易に進まなかった。後続の薩摩藩12番隊は先行する11番隊の苦境を見て援護を開始し、佐土原藩、土佐藩、彦根藩もそれぞれ尼子平の包囲に動く。
砲隊は支援を受けてようやく砲撃の体勢が整い、板垣支隊は尼子平の小川の部隊に総攻撃を仕掛けた。尼子平は抗戦の末に陥落し、小川も戦死する。これにより、板垣支隊は二本松城の目前の大壇陣地へ砲撃が届く距離に移動し、激戦の末に大壇陣地を攻略してついに二本松城に到達する。しかし、板垣支隊が尼子平に手間取っているうちに、東から攻め込んだ小浜支隊がいち早く二本松城に突入し、街の随所からは火の手があがっていた。

### 小浜支隊
小浜支隊は阿武隈川を越える必要があったが、二本松までわずか12kmの距離にあり、薩摩藩1番隊を先頭にして板垣支隊よりも一時間早い29日午前5時に出発した。それにもかかわらず濃霧の中で船舶を確保するのに手間取り、舟を確保できた後も敵前渡河を強いられることになった。しかし、二本松城に東を守る守備隊は老年の予備兵であり、彼らの武装はほとんどが鎧兜に槍といった出で立ちで、火器はわずかに足軽が火縄銃を持つ程度だった。そのため、新政府軍の渡河を妨げる手段はなく、かえって砲撃が加えられると足軽隊は動揺して城に逃げ込んでしまった。残された老年兵も浮き足立ち、城に戻る者や、新政府軍に斬り込んでは射殺される者が相次いだ。小浜支隊はほとんど抵抗を受けないまま市街戦へと突入する。

### 落城
二本松藩の預かり城の白河小峰城（白河口の戦い参照）、棚倉藩（棚倉町）、守山藩（郡山市）、三春藩・小野新町（田村郡三春町と小野町）等の各地に転戦し釘付けにされていた遊撃隊隊長大谷志摩を始め一千数百余りの二本松藩兵たちは二本松城に帰城した。軍事総裁丹羽丹波の指揮に従いほぼ休み無く半日で体制を立て直した。7月上旬から26日〜27日までに不足していた卒（兵士）を補うために62名の少年兵の徴兵を行った。大壇口を始めとする城外の陣地をほぼ攻略され、二本松藩の指揮官らは二本松城に撤退して最後の抵抗に移ろうとしていた。長国を米沢藩に脱出させた際に仙台藩の護衛がついたが、それはそのまま同盟に対する人質となって二本松藩は降伏を選ぶことができなかった。二本松藩の望みは会津藩と仙台藩の援軍だが、両藩とも大軍を割ける状態ではなく、派遣された援軍も二本松城にたどり着く前に要所に置かれた新政府軍によって半壊の被害を受けて撤退してしまっていた。また、城内の仙台藩兵、会津藩兵も城を脱出し、後には逃げ場所のない二本松藩兵のみが残された。
29日の正午、二本松城にこもる重臣らは抵抗をついに断念する。城に自ら火を放つと、家老の富穀以下7名は次々と自刃して城と運命をともにした。この時、城内と城外が新政府軍によって隔てられ、城外にあった二本松少年隊に指示を送ることができなかったことがさらなる悲劇をもたらす。激戦の最中に二本松少年隊の隊長と副隊長が相次いで戦死し、指揮できる者がいない中、二本松少年隊40名は最前線に放置される事態に陥っていた。彼らは戦場を彷徨う果てに1人ずつ離れ離れになり、ついに新政府軍との戦闘に巻き込まれて1人1人命を落としていく。その中には13歳になる少年兵と遭遇した土佐藩兵が、幼さに驚愕して生け捕りにしようとするも、抵抗されたために射殺するしかなかったケースもあった。
この落城により、二本松藩は家老以下18名の上級職全てが戦死した。二本松藩の死者は218名におよび、その中には13歳から17歳までの少年兵18名も含まれている。会津藩は39名、仙台藩は19名の死者を出し、対する新政府軍は17名の死者に留まったが、二本松藩の激しい抵抗により多くの戦傷者が発生し、その戦いぶりは当時一部隊の隊長だった野津道貫によって「戊辰戦争中第一の激戦」と賞された。

## 戦後
二本松城には明治新政府軍が入り、新政府軍は会津、仙台を戦略目標とした東北戦争において大きな前進を遂げた。北の福島藩に向かえば、中村へ進出した平潟方面軍と合同して仙台藩を直接攻撃可能であるし、西に向かえば会津藩の領地へついに足を踏み入れることができる。その2つの選択肢のどちらかを選ぶか、板垣退助と大村益次郎の討議の末に会津攻めが決定し、母成峠の戦いへつながっていった。
戊辰戦争終結後、二本松藩は改易の対象となって多くの人材、資産を失った上に、10万石から5万石へ領地が減少した。しかし、長国は自ら隠居することで婿養子の丹羽長裕を後継とし、家の存続には成功した。版籍奉還後は長裕が二本松藩知事となり、廃藩置県により二本松県となるまでその任に当たった。
二本松の戦いの影響として、三春藩の「裏切り」から派生した悪感情が、「会津と長州」「秋田と仙台」の対立同様に地域社会に残される形となった。しかし、時代が下るにつれて対立感情は和らいでおり、現在では当時の歌にその名残が残る程度とされている。